# Donald Norman
Donald A. Norman (25 de dezembro de 1935) é professor emérito de ciência cognitiva na Universidade da Califórnia em San Diego e professor de ciência da computação na Universidade Northwestern, mas seus trabalhos de hoje são na maioria na engenharia de usabilidade. Também leciona na Universidade de Stanford e é um membro do corpo editorial da Enciclopédia Britannica.
Os primeiros livros de Norman lidam na sua maioria com usabilidade ou com psicologia cognitiva, mas Things That Make Us Smart também faz algumas observações de natureza crítica em relação à nossa sociedade, em particular Norman despreza a natureza sem conteúdo da televisão e as exposições ruins de museus.
É um patrocinador do conceito de "aparelho de informação", que abordou em seu livro The Invisible Computer.
Co-fundou o Nielsen Norman Group, um grupo de consultoria em assuntos de usabilidade que também inclui Jakob Nielsen e Bruce "Tog" Tognazzini. Norman atualmente divide seu tempo entre consultorias e como professor, ensinando e pesquisando em Northwestern e Stanford.

## Educação e carreira
Norman é bacharel em Engenharia Elétrica pelo Instituto de Tecnologia de Massachusetts (MIT) e possui Ph.D em Psicologia pela Universidade da Pensilvânia. Também tem um grau de honra pela Universidade de Pádua em Pádua, Itália. Foi professor de ciência da computação na Universidade Northwestern, de Psicologia e Ciência cognitiva na Universidade da Califórnia em San Diego. Também trabalhou para a Apple Inc. como vice-presidente do grupo de Tecnologia Avançada da Apple e para a Hewlett-Packard.
Norman recebeu em 2006 a Medalha Benjamin Franklin em Ciência Cognitiva e de Computação .

## Principais obras

### Psicologia
- Human information processing: An introduction to psychology (1975) in collaboration with Peter H. Lindsay (first author)
- Memory and attention (1977)
- Learning and memory (1982)

### Usabilidade
- Direct manipulation interfaces (1985) in collaboration with E. L. Hutchins (first author) and J.D. Hollan
- User Centered System Design: New Perspectives on Human-Computer Interaction (1986)(editor in collaboration with Stephen Draper)
- The Design of Everyday Things (1988, originally under the title The Psychology of Everyday Things)
- Turn signals are the facial expressions of automobiles (1992)
- Things That Make Us Smart (1993)
- The Invisible Computer (1999)
- Emotional Design (2003)

## Design centrado no usuário
Em seu livro "The Design of Everyday Things", originalmente chamado de "The Psychology of Everyday Things", Norman descreve a psicologia atrás do que ele chama design "bom" e "ruim" por meio de estudos de caso e propõe princípios de design. Ele exalta a importância do design em nosso dia-a-dia, e as consequências de erros causados por um design ruim.
Em seu livro, Norman usa o termo user-centered design para descrever o design baseado nas necessidades do usuário, deixando de lado o que ele julga secundário, questões como estética. User-centered design envolve simplificar a estrutura de tarefas, fazendo coisas visíveis, fazendo corresponder corretamente controles e funcionalidades, explorando o poder das limitações, e projetar para o erro.
Outros tópicos do livro incluem:
- A psicopatologia das coisas do dia-a-dia
- A psicologia nas ações do dia-a-dia
- Conhecimento na cabeça e no mundo
- Saber o que fazer
- Errar é humano
- O desafio do Design